# اینتربرند
اینتربرند (انگلیسی: Interbrand) شرکت مشاوره آمریکایی است، که در سال ۱۹۷۴ تأسیس شد و هم‌اکنون زیرمجموعه‌ای از گروه اومنیکام می‌باشد.